# Mustafa Mashhur

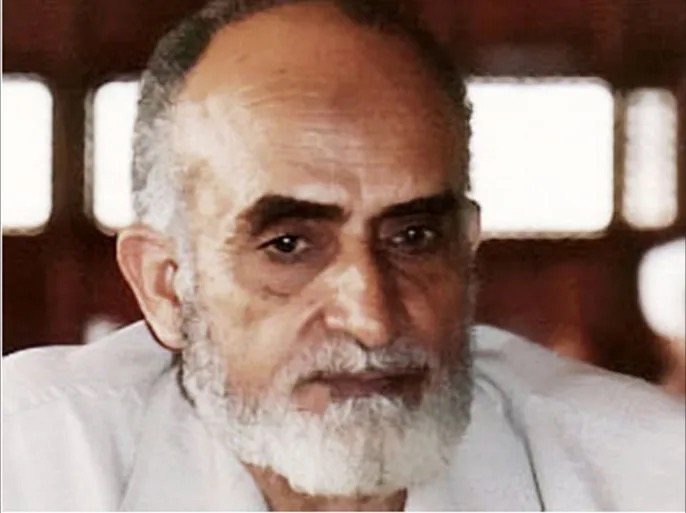
Mustafa Mashhur, fünfter Generallenker der Muslimbruderschaft

Mustafa Mashhur (arabisch مصطفى مشهور, DMG Muṣṭafā Mašhūr, geb. 15. September 1921 in as-Saʿdīyīn, einem Dorf im Gouvernement asch-Scharqiyya; gest. am 14. November 2002), war von 1996 bis zu seinem Tod fünfter Generallenker (muršid ʿāmm) der ägyptischen Muslimbruderschaft. Er veröffentlichte im Laufe seines Lebens eine Anzahl an Artikeln über Ideologie, Politik und Jugend. Außerdem verfasste er die Allgemeine Satzung der Internationalen Organisation der Muslimbruderschaft.

## Leben

### Jugend und Ausbildung
Mustafa Mashhur wurde 1921 in as-Saʿdīyīn, einem Dorf im Gouvernement asch-Scharqiyya als Sohn eines Großgrundbesitzers geboren. In einem Porträt des arabischen Nachrichtensenders Al Jazeera wird berichtet, dass Mashhur als Kind den Koran auswendig lernte und die Dorfschule in Minya al-Qamh besuchte, bevor er anschließend erst nach Zagazig und danach nach Kairo zog, um dort die weiterführende Schule abzuschließen. Er studierte an der Fakultät für Naturwissenschaften der Universität Fu'ads I. (heute die Universität Kairo) und erwarb 1943 ein Diplom in Mathematik.
Nach seinem Abschluss arbeitete er als Meteorologe beim Wetterdienst, durchlief eine einjährige Ausbildung in Alexandria und kehrte dann nach Kairo zurück.

### Aufstieg in der Muslimbruderschaft
Mashhur lernte 1936 Hasan al-Bannā persönlich kennen und trat mit 17 Jahren der Muslimbruderschaft bei. Innerhalb der Muslimbruderschaft stieg er schnell in höhere Ämter auf. Schon 1948 wurde er aufgrund seiner Loyalität, Moral und Motivation in den neu eingerichteten geheimen militärischen Apparat der Muslimbruderschaft berufen, die sogenannte Sonder-Abteilung (niẓâm khâṣṣ). Das Ziel dieses Geheimapparats war es, nach Aussage von Mashhur, junge Muslimbrüder für den Kampf gegen den britischen Kolonialismus in Ägypten und den israelischen Staat auszubilden.
Am 15. November 1948 wurde in Kairo ein Jeep, beladen mit Waffen und vertraulichen Papieren, abgefangen. Das führte zur sofortigen Verhaftung von 32 Muslimbrüdern des bis dahin weitgehend unbekannten Geheimapparats, darunter Mashhur. Mashhur wurde zu drei Jahren Haft verurteilt. 1954 wurde er wegen seiner Zugehörigkeit zur Bruderschaft nach dem gescheiterten Attentat auf Gamal Abdel Nasser zu zehn Jahren Zwangsarbeit verurteilt. Kurz nach der Entlassung aus der Haft wurde er 1965 erneut verhaftet und erst unter Präsident Anwar as-Sadat wieder freigelassen.
Nach einem gescheiterten Attentat auf Gamal Abdel Nasser 1954 und der darauffolgenden Repression gegenüber der Muslimbruderschaft entstanden unterschiedliche Meinungen darüber, wie die Organisation weiter bestehen sollte. Einige Mitglieder waren der Ansicht, dass die Bewegung ihren Höhepunkt überschritten hatte und dass die bisherige Organisation nicht ohne Veränderung weiter bestehen könne. Die Idee der Bruderschaft sollte ihrer Meinung nach durch die öffentliche Fürsprache ihrer vorherigen Führer weitergetragen werden. Mashhur hingegen vertrat eine gegenteilige Meinung. Er und andere ehemalige Mitglieder des Geheimapparats und der Geheimorganisation glaubten an die Bedeutung einer gut disziplinierten Organisation als Grundlage für die Verbreitung der islamischen Daʿwa. Sie waren der Überzeugung, dass die Bruderschaft sich nicht nur auf soziale Interessenvertretung beschränken sollte. Vielmehr sollte sie ihr Hauptaugenmerk auf die Rekrutierung einer starken Mitgliederbasis richten und ihre Energie in die religiöse Ausbildung ihrer Mitglieder investieren. Mashhur war der Ansicht, dass dies nur durch die Wiederherstellung des Geheimapparats erreicht werden könne. Seiner Meinung nach war die rein äußere und öffentliche Mission zur Zeit Nassers der Grund für die staatliche Repression.
Mashhur unterstützte den dritten Generallenkers der Muslimbruderschaft, ʿUmar at-Tilimsānī, in der Politik der Muslimbrüder. Talmasani war von 1972 bis 1986 die offizielle Spitze der Muslimbruderschaft in Ägypten, im Hintergrund wurden die Fäden aber durch Mitglieder des Geheimapparates, wie Mashhur selbst, gezogen.
Unter Präsident Anwar as-Sadat wurde die Muslimbruderschaft wieder geduldet, wenn auch nicht offiziell. Mashhur, der im September 1981 von einer bevorstehenden Verhaftungswelle erfuhr, begab sich nach Westdeutschland und blieb dort fünf Jahre. Während dieser Zeit verfasste Mashhur die Allgemeine Satzung der Internationalen Organisation der Muslimbruderschaft.
1986 wurde Muhammad Hamid Abu n-Nasr vierter Generallenker der Muslimbruderschaft. In diesem Jahr kehrte Mashhur nach Kairo zurück und wurde dessen Stellvertreter.

### Generallenker der Muslimbruderschaft
Im Januar 1996 übernahm Mustafa Mashhur nach dem Tod des Generallenkers Hamid Abu n-Nasr die Führung der ägyptischen Muslimbruderschaft. Nach dem Gedenkgottesdienst für Abu n-Nasr fand eine öffentliche Zeremonie in der Rābiʿa-al-ʿAdawiyya-Moschee in Kairo, statt. Hier schworen die Mitglieder der Muslimbruderschaft dem neuen Generallenker den Treueid. Ohne Wahlen oder Diskussion im Schura-Rat, dem beratenden Gremium der Muslimbruderschaft, wurde Mashhur auf den höchsten Führungsposten erhoben. Ma'mūn al-Hudaibī wurde zum stellvertretenden Lenker und offiziellen Sprecher der Bruderschaft ernannt.
Zu Beginn seiner Amtszeit brachte Mashhur viele Mitglieder der Internationalen Organisation gegen sich auf. Das hatte nur mit der Art, wie er an sein Amt gekommen war, zu tun, sondern auch mit einem Interview, das anti-christliche Äußerungen enthielt. Die europäischen Muslimbrüder kritisierten Mashhur deswegen, denn sie fürchteten um ihre Freiheiten in Europa.
Unter Mashhur wurde die politische Aktivität der Muslimbruderschaft weiter kultiviert. Da sie nicht als Partei antreten durfte, trat die Bruderschaft bei den Parlamentswahlen mit unabhängigen Kandidaten auf. Bei der Parlamentswahl 2000 konnte sie mit 17 Abgeordneten in die Volksvertretung einziehen. Während Mashhurs Amtszeit wurde auch viel Arbeit in den Auf- und Ausbau von internationalen Strukturen der Muslimbruderschaft gesteckt.
Drei Tage nach den Terroranschlägen vom 11. September 2001 in New York und Washington veröffentlichte die Zeitung al-Quds al-arabi eine Stellungnahme von 46 muslimischen Persönlichkeiten aus verschiedenen Ländern, die zum Großteil Anführer von Organisationen der Netzwerke von Muslimbruderschaft und Jamaat-e-Islami waren. Die Unterzeichnenden brachten ihre Bestürzung und ihr Bedauern über die Anschläge zum Ausdruck und verurteilten „mit aller Festigkeit und Schärfe diese Geschehnisse, die zu allen menschlichen und islamischen Werten im Widerspruch stehen“. Die erste Unterschrift dieser Stellungnahme war die des fünften Generallenkers der Muslimbruderschaft, Mustafa Mashhur.

### Tod
Am 29. Oktober 2002 erlitt Mustafa Mashhur beim Nachmittagsgebet einen Schlaganfall, der ihn in ein Koma versetzte. Er starb 17 Tage später, am 14. November 2002, an den Folgen. Sein Leichnam wurde nach dem Freitagsgebet am 15. November 2002 in der Rābiʿa-al-ʿAdawiyya-Moschee in Kairo beigesetzt. Sein Nachfolger Ma'mūn al-Hudaibī hielt die Abschiedsansprache zu seinen Ehren. An dem Begräbnis nahmen viele Menschen teil, darunter auch zahlreiche ägyptische Parteiführer, Universitätsprofessoren, Gelehrte, juristische Personen und Vertreter der Bruderschaft.

## Publikationen

### Die Satzung der Internationalen Organisation der Muslimbruderschaft
Während seiner Zeit in Deutschland (1981–86) arbeitete Mashhur die Allgemeine Satzung der Internationalen Organisation der Muslimbruderschaft aus. Wie der Titel des Dokuments schon nahelegt, handelt es sich dabei um eine Festlegung der Grundstrukturen für die Internationale Organisation der Muslimbruderschaft. Schon Ende der 1970er Jahre hatten Mitglieder der ägyptischen Muslimbruderschaft den Anstoß dazu gegeben zu expandieren. Diese Überlegungen und ersten Arbeiten wurden von Mashhur in Deutschland zusammengetragen. Zentral ist in der Allgemeinen Satzung der Internationalen Organisation der Muslimbruderschaft der Aufbau der Führung- und Beratungsriege. Dabei sollte die ägyptische Muslimbruderschaft als Mutterorganisation mit Vormachtstellung gelten, Kairo als Hauptsitz dienen und ein Führungsgremium, bestehend aus acht Ägyptern und fünf Vertretern anderer Länder sowie einem Beratungsgremium, Entscheidungen zur Entwicklung der Internationalen Organisation der Muslimbruderschaft treffen.

### Zeitschriftenkolumnen
Die Zeitschriften al-Daʿwa („der Ruf“ – 1976 bis 1981) und Liwāʾ al-Islām („Brigade des Islams“ – 1987 bis 1988) spielten eine zentrale Rolle in der Entwicklung der Muslimbruderschaft, da sie als Plattform dienten, um deren Ideologie, politische Ansichten und Meinungen zu verbreiten. Mustafa Mashhur veröffentlichte im Rahmen von al-Daʿwa eine Vielzahl an Beiträgen. Dabei legte er seinen Schwerpunkt auf die Jugendarbeit und Daʿwa, die islamische Mission. Mashhur widmete letzterer die Artikelserie „Aus der Jurisprudenz der Daʿwa“ (Min fiqh ad-daʿwa). In dieser Artikelserie behandelte er die Grundprinzipien der „Daʿwa auf dem Weg Gottes“, die verschiedenen Herausforderungen, denen man auf diesem Weg begegnet, und wie man das Vertrauen der Menschen in den Weg der Daʿwa stärken kann, um eine gute islamische Moral zu fördern.
Außerdem setzte er sich mit den Konzepten von Glauben und Gottesdienst im Islam auseinander, die er in bestimmten Säulen verankert sah: Gebet, Fasten, Zakāt, Haddsch, Dschihad und den guten Taten, die mit dem Glauben verbunden sind. Ein weiteres Thema war die Lehre, die Muslime aus der Vergangenheit ziehen sollten, da Vergangenheit, Gegenwart und Zukunft eng miteinander verknüpft seien. Die Lehren aus der Vergangenheit wurden als wichtiges Lerninstrument betrachtet, von dem besonders die Jugend profitieren könne, um neue Erfahrungen zu machen.
Darüber hinaus betonte Mashhur immer wieder das Konzept der Einheit. Streit unter Muslimen sollte vermieden werden, und die Zusammenarbeit der Gemeinschaft sei entscheidend, um einen Islamischen Staat zu errichten. Um erfolgreich zu sein, sei die Kooperation islamischer Gruppen zentral. Die von ihm verfasste „Allgemeinen Satzung der Internationalen Organisation der Muslimbruderschaft“ sah dabei für Muslimbruderschaft eine führende Rolle vor. Obwohl hier eine Überschneidung zu Mashhurs Arbeit für die Internationale Organisation der Muslimbruderschaft zu sehen ist, schrieb er im Rahmen der al-Daʿwa nicht über diese.
In seiner Artikelserie „Schritte auf dem Weg“ (ḫaṭawāt ʿalā aṭ-ṭarīq) sprach Mashhur die Jugend an. Er erörterte die moralische Verpflichtung der Jugendlichen und das richtige muslimische Verhalten. Den Gefahren, denen die moderne Jugend ausgesetzt sei, sowie Ängsten, Bedenken und Ablenkungen kann man seiner Meinung nach durch Entschlossenheit und Geduld begegnen. Religiöses Wissen, das Verfolgen eines religiösen und spirituellen Lebensweges, für die Sache des Islam zu leben und für die Einheit zu sterben, seien Beispiele dafür, wie man zum Aufbau eines starken islamischen Charakters beitragen könne.

### Sonstige Publikationen
Mashhur veröffentlichte viele Abhandlungen über die Ideologie der Muslimbruderschaft, die Jugendarbeit und die Auslegung des Islams. Zu seinen Publikationen gehören:
- Waḥdat al-ʿamal al-Islāmī fī l-quṭr al-wāḥid („Die Einheit des islamischen Handelns in einem Land“)
- al-Qudwa ʿalā ṭarīq ad-daʿwa („Die vorbildliche Rolle auf dem Weg von Da'wa“)
- al-Islām huwa al-ḥall („Der Islam ist die Lösung“)
- Baina ar-rabbāniyya wa-l-māddiyya („Zwischen Gebieterschaft und Materialismus“)
- at-Taiyār al-Islāmī wa-dauruhu fī l-bināʾ („Die islamische Strömung und ihre Rolle im Aufbau“)
- Ṭuruq ad-daʿwa baina al-aṣāla wa-l-inḥirāf („Methoden der Daʿwa zwischen Authentizität und Abweichung“)